# Hungría en los Juegos Paralímpicos de Vancouver 2010
Hungría estuvo representada en los Juegos Paralímpicos de Vancouver 2010 por dos deportistas, un hombre y una mujer. El equipo paralímpico húngaro no obtuvo ninguna medalla en estos Juegos.